# Primera División 1930/31
Die Primera División 1930/31 war die dritte Spielzeit der höchsten spanischen Fußballliga. Sie startete am 7. Dezember 1930 und endete am 5. April 1931.

## Vor der Saison
- Als Titelverteidiger ging der erstmalige Meister Athletic Bilbao ins Rennen. Letztjähriger Vizemeister wurde der FC Barcelona.
- Aufgestiegen aus der Segunda División ist Deportivo Alavés.

## Vereine
| Verein            | Stadt           | Stadion                     |
| ----------------- | --------------- | --------------------------- |
| FC Barcelona      | Barcelona       | Camp de Les Corts           |
| Español Barcelona | Barcelona       | Estadi Sarrià               |
| CD Europa         | Barcelona       | Camp del Guinardó           |
| Real Madrid       | Madrid          | Estadio de Chamartín        |
| Deportivo Alavés  | Vitoria-Gasteiz | Estadio Mendizorrotza       |
| Athletic Bilbao   | Bilbao          | Estadio San Mamés           |
| Real Sociedad     | San Sebastián   | Estadio de Atotxa           |
| Arenas Club       | Getxo           | Estadio Municipal de Gobela |
| Racing Santander  | Santander       | Estadio El Sardinero        |
| Real Unión Irún   | Irun            | Stadium Gal                 |

## Abschlusstabelle
| Pl. | Verein                 | Sp. | S  | U | N  | Tore    | Quote | Punkte |
| --- | ---------------------- | --- | -- | - | -- | ------- | ----- | ------ |
| 1.  | Athletic Bilbao (M, P) | 18  | 11 | 0 | 7  | 073:330 | 2,21  | 22:14  |
| 2.  | Racing Santander       | 18  | 10 | 2 | 6  | 049:370 | 1,32  | 22:14  |
| 3.  | Real Sociedad          | 18  | 10 | 2 | 6  | 042:390 | 1,08  | 22:14  |
| 4.  | FC Barcelona           | 18  | 7  | 7 | 4  | 040:430 | 0,93  | 21:15  |
| 5.  | Arenas Club            | 18  | 8  | 2 | 8  | 035:380 | 0,92  | 18:18  |
| 6.  | Real Madrid            | 18  | 7  | 4 | 7  | 024:270 | 0,89  | 18:18  |
| 7.  | Real Unión Irún        | 18  | 6  | 4 | 8  | 041:450 | 0,91  | 16:20  |
| 8.  | Deportivo Alavés (N)   | 18  | 5  | 4 | 9  | 025:390 | 0,64  | 14:22  |
| 9.  | Español Barcelona      | 18  | 6  | 2 | 10 | 032:450 | 0,71  | 14:22  |
| 10. | CD Europa              | 18  | 6  | 1 | 11 | 023:380 | 0,61  | 13:23  |

Platzierungskriterien: 1. Punkte – 2. Direkter Vergleich  – 3. Torquotient – 4. geschossene Tore
| (M) | Spanischer Meister 1929/30                 |
| (P) | Pokalsieger 1929/30                        |
| (N) | Neuaufsteiger der Segunda División 1929/30 |

## Kreuztabelle
| 1930/31           | Athletic Bilbao | Racing Santander | Real Sociedad | FC Barcelona | Arenas Club | Real Madrid | Real Unión Irún | Deportivo Alavés | Español Barcelona | CD Europa |
| ----------------- | --------------- | ---------------- | ------------- | ------------ | ----------- | ----------- | --------------- | ---------------- | ----------------- | --------- |
| Athletic Bilbao   |                 | 7:1              | 6:1           | 12:1         | 5:2         | 2:4         | 1:2             | 7:1              | 5:1               | 4:1       |
| Racing Santander  | 4:1             |                  | 2:5           | 0:1          | 4:1         | 3:0         | 4:1             | 4:0              | 4:0               | 2:1       |
| Real Sociedad     | 1:0             | 4:7              |               | 4:1          | 4:1         | 2:1         | 3:3             | 2:2              | 2:1               | 3:1       |
| FC Barcelona      | 6:3             | 1:1              | 5:1           |              | 2:0         | 3:1         | 5:3             | 1:1              | 6:2               | 0:2       |
| Arenas Club       | 3:2             | 4:2              | 1:3           | 5:0          |             | 4:1         | 1:2             | 1:1              | 1:0               | 1:0       |
| Real Madrid       | 0:6             | 0:0              | 2:0           | 0:0          | 1:2         |             | 3:0             | 1:0              | 2:0               | 3:1       |
| Real Unión Irún   | 2:3             | 4:3              | 2:4           | 1:1          | 2:2         | 1:1         |                 | 4:1              | 6:1               | 4:3       |
| Deportivo Alavés  | 1:4             | 2:5              | 1:2           | 1:1          | 3:2         | 2:0         | 3:1             |                  | 4:1               | 2:0       |
| Español Barcelona | 0:4             | 4:1              | 1:0           | 4:4          | 5:0         | 1:1         | 4:2             | 2:0              |                   | 4:0       |
| CD Europa         | 2:1             | 1:2              | 2:1           | 2:2          | 1:4         | 0:3         | 2:1             | 1:0              | 3:1               |           |

## Nach der Saison
- 1. – Athletic Bilbao – Meister

Absteiger in die Segunda División
- 10. – CD Europa

Aufsteiger in die Primera División
- FC Valencia

## Pichichi-Trophäe
Die Pichichi-Trophäe wird jährlich für den besten Torschützen der Spielzeit vergeben.
| Pl. | Nat.         | Spieler             | Verein          | Tore |
| --- | ------------ | ------------------- | --------------- | ---- |
| 1   | Spanien 1875 | Bata                | Athletic Bilbao | 27   |
| 2   | Spanien 1875 | Guillermo Gorostiza | Athletic Bilbao | 17   |
| 3   | Spanien 1875 | Ángel Arocha        | FC Barcelona    | 16   |

## Die Meistermannschaft von Athletic Bilbao
(Spieler mit mindestens 5 Einsätzen wurden berücksichtigt; in Klammern sind die Spiele und Tore angegeben)
| 1.              | Athletic Bilbao |
| Athletic Bilbao | - Tor: Gregorio Blasco (13/-); José Izpizua (5/-) - Abwehr: José Castellanos (18/-); José Muguerza (18/-); Luis Uribe (9/5); Juan Urquizu (17/-) - Mittelfeld: Chirri II (13/5); Juan Garizurieta (14/2); Roberto (18/2) - Sturm: Bata (17/27); Guillermo Gorostiza (18/17); José Iraragorri (16/11); Lafuente (17/2) - Trainer: Fred Pentland |